# Helmer Pedersen
Helmer Orla Leif Pedersen (ur. 28 marca 1930 w Kopenhadze, zm. 24 sierpnia 1987) – żeglarz sportowy. W barwach Nowej Zelandii złoty medalista olimpijski z Tokio.
Z pochodzenia był Duńczykiem i w barwach tego kraju był m.in. rezerwowym na igrzyskach w 1952. Do Nowej Zelandii wyemigrował w połowie lat 50 i w 1960 ponownie był rezerwowym na igrzyskach, tym razem reprezentując nową ojczyznę. W 1964 zwyciężył w klasie Latający Holender. Partnerował mu Earle Wells.